# Ivar Lindquist (militär)
Ivar Lindquist, född den 5 februari 1887 i Asarums församling, Blekinge län, död den 7 januari 1968 i Järfälla församling, var en svensk militär.
Lindquist avlade studentexamen i Karlskrona 1906. Han blev underlöjtnant vid Södra skånska infanteriregementet 1908, löjtnant där 1912, kapten där 1923 och vid Kronobergs regemente 1928. Åren 1928–1932 var Lindquist lärare vid infanteriskjutskolan, år 1933 blev han major vid Upplands regemente. Åren 1936–1937 var han chef för Kronobergs regementes detachement i Karlskrona. År 1937 blev han överstelöjtnant och tillförordnad chef för infanteriskjutskolan, där han var ordinarie chef 1938–1941. Åren 1941–1944 var Lindquist överste och chef för Hallands regemente. Åren 1944–1947 var han inspektor för lokalförsvaret vid III. militärområdet. Han blev riddare av Svärdsorden 1929 och av Nordstjärneorden 1940 samt kommendör av andra klassen av Svärdsorden 1941 och kommendör av första klassen 1945. Lindquist var även riddare av  norska Sankt Olavs orden.